# 洞海灣

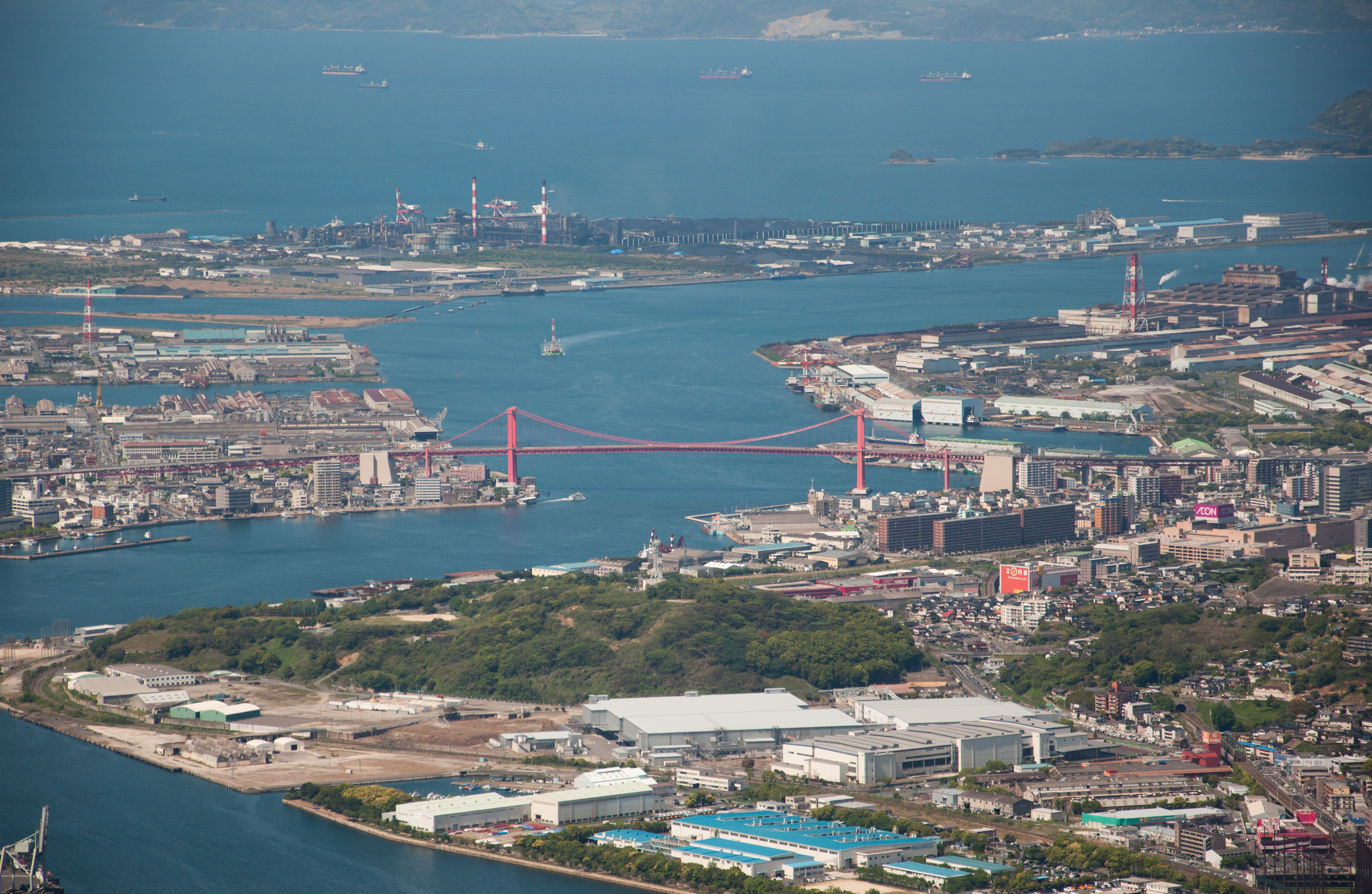
洞海湾和若戶大橋

洞海灣（日语：／ Dōkai wan */?）是日本福岡縣北九州市的一個寬數百米，長約10公里的狹長海灣。洞海灣位於北九州市的西北部，沿岸有眾多大規模工廠，是一個工業區。海岸線大部分都經過填海，作為工業用地和港灣使用。在上世紀，由於工業污染，洞海灣的海水污染一度極為嚴重，被稱為死海。但在1970年代後，隨著市政府開始進行疏浚，現在當地的生態環境已大有改善。